# Porcheville
Porcheville település Franciaországban, Yvelines megyében. Lakosainak száma 3167 fő (2022. január 1.). Porcheville Guerville, Guitrancourt, Issou, Limay és Mézières-sur-Seine községekkel határos.

## Népesség
A település népességének változása:
| Lakosok száma | 3051 | 3011 | 3148 | 3203 | 3193 | 3174 | 3155 | 3162 | 3167 |
|               | 2013 | 2015 | 2016 | 2017 | 2018 | 2019 | 2020 | 2021 | 2022 |